# 1753

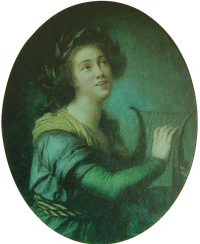
Luísa Todi. Retrato pintado por Élisabeth-Louise Vigée-Le Brun em 1785. Museu Nacional da Música, Lisboa.

- Wikisource

| Calendário gregoriano                                                        | 1753 MDCCLIII                       |
| Ab urbe condita                                                              | 2506                                |
| Calendário arménio                                                           | 1202 – 1203                         |
| Calendário bahá'í                                                            | -91 – -90                           |
| Calendário budista                                                           | 2297                                |
| Calendário chinês                                                            | 4449 – 4450 Início a 3 de fevereiro |
| Calendário copta                                                             | 1469 – 1470                         |
| Calendário etíope                                                            | 1745 – 1746                         |
| Calendários hindus - Vikram Samvat - Calendário nacional indiano - Cáli Iuga | 1808 – 1809 1674 – 1675 4853 – 4854 |
| Calendário Holoceno                                                          | 11753                               |
| Calendário islâmico                                                          | 1166 – 1167                         |
| Calendário judaico                                                           | 5513 – 5514                         |
| Calendário persa                                                             | 1131 – 1132                         |
| Calendário rúnico                                                            | 2003                                |
| Calendário solar tailandês                                                   | 2296                                |

1753 (MDCCLIII, na numeração romana) foi um ano comum do século XVIII do Calendário Gregoriano, da Era de Cristo, e a sua letra dominical foi G (52 semanas), teve início numa segunda-feira e terminou também numa segunda-feira.
| Ano completo                         |
| ------------------------------------ |
| Ano comum com início à segunda-feira |

## Eventos
- Início da Guerra Guaranítica (1753 - 1756).

## Nascimentos
- 9 de Janeiro — Luísa Todi, cantora lírica setubalense;
- 1 de Abril — Joseph de Maistre, diplomata e escritor francês (m. 1821);
- 5 de Julho — Jonathan Hornblower, engenheiro e inventor inglês (m. 1815);
- 8 de Setembro — Xavier, Duque da Aquitânia (m. 1754);
- 22 de Novembro — Dugald Stewart, filósofo escocês (m. 1828);
- 3 de Dezembro — Samuel Crompton, inventor inglês;
- José Francisco de Abreu, arquitecto português;

## Mortes
- 14 de Janeiro — George Berkeley, filósofo irlandês (n. 1685);
- 9 de Maio — José Pereira de Brito e Castro, militar português (n. 1692);

## Por tema
- 1753 na ciência
- 1753 na literatura